# Kew Jaliens
Kew Rafique Jaliens (Rotterdam, 15 de setembre de 1978) és un futbolista neerlandès que juga com a defensa per l'AZ Alkmaar de l'Eredivisie.